# Papel-jornal

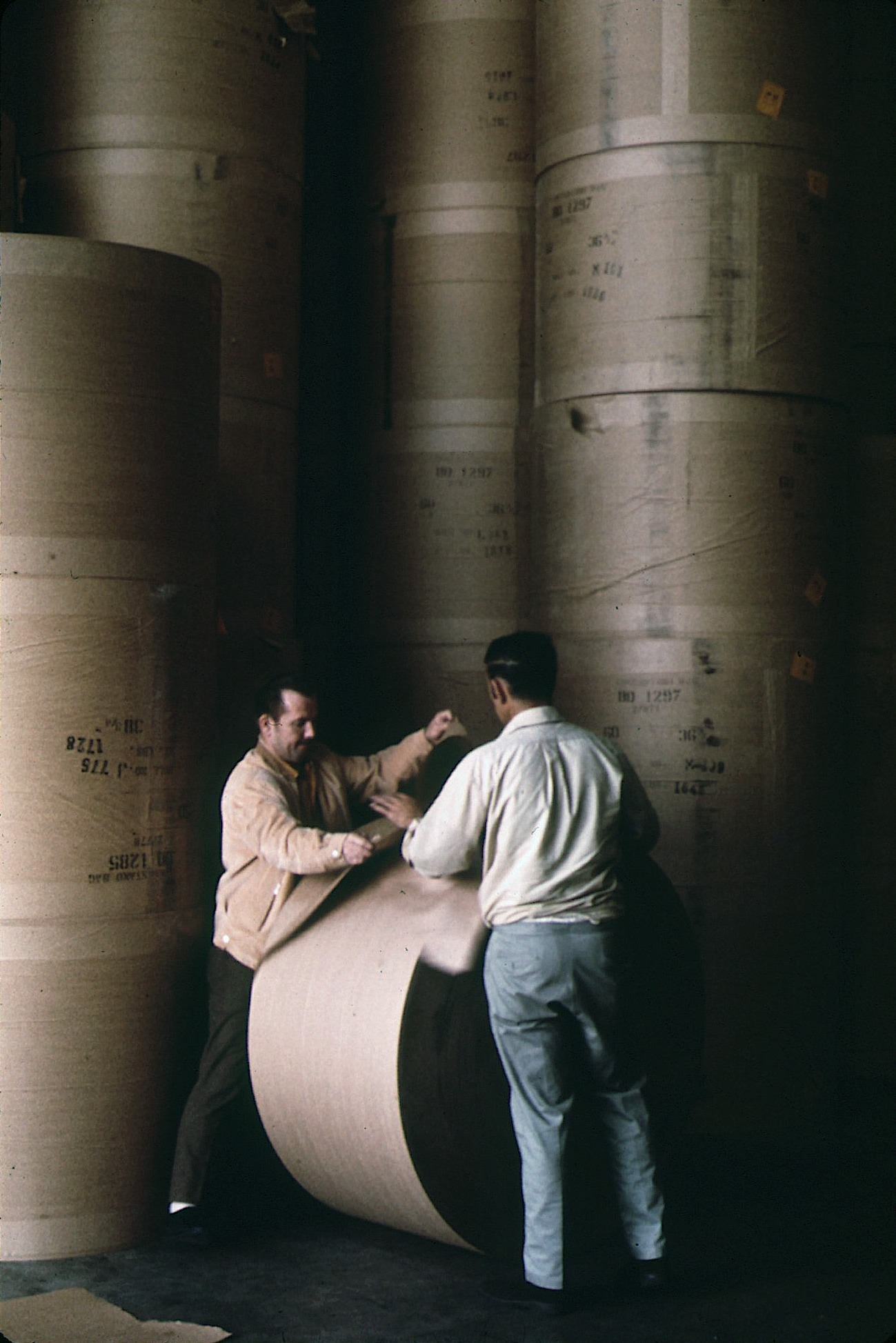
Rolos de papel-jornal, ano 1970.

Papel-jornal ou papel de imprensa é um tipo de papel de baixo custo usado na produção de jornais ou outras publicações.

## Fabricação

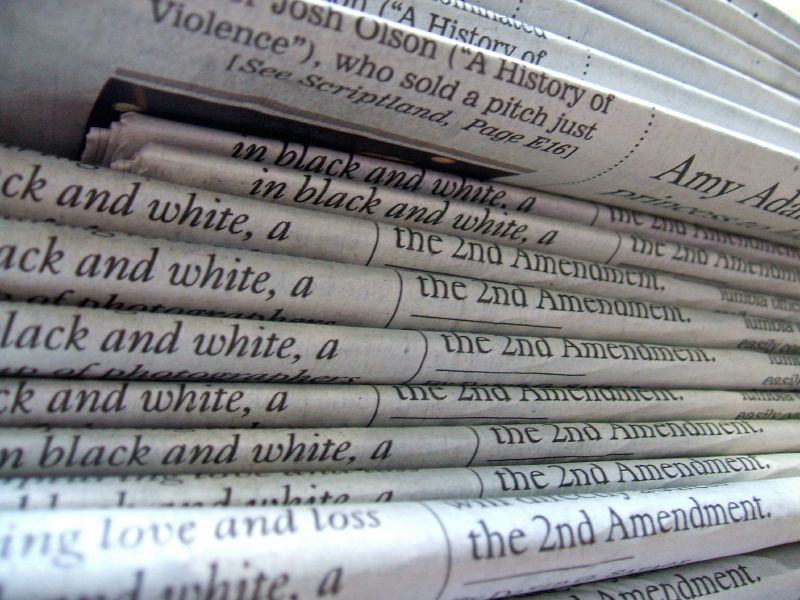
Jornais

O papel-jornal é obtido da mistura de madeiras, geralmente oriundas de pedaços não aproveitados na fabricação de móveis, no entanto, uma percentagem crescente de jornais do mundo é feita da mistura tradicional de madeiras e fibras recicladas.